# .mk
.mk — в Інтернеті, національний домен верхнього рівня (ccTLD) для Північної Македонії.

## Домени 2-го та 3-го рівнів
В цьому національному домені нараховується близько 2,390,000 вебсторінок (станом на січень 2007 року).
У наш час використовуються та приймають реєстрації доменів 3-го рівня такі доменні суфікси (відповідно, існують такі домени 2-го рівня):
| Суфікс   | Регламентовані користувачі                                            |
| .com.mk  | Комерційні установи, корпорації                                       |
| .edu.mk  | Наукові та дослідницькі установи, коледжі, університети або інститути |
| .gov.mk  | Державні та урядові установи                                          |
| .in.mk   | Родини, приватні особи                                                |
| .name.mk | Родини, приватні особи                                                |
| .net.mk  | Провайдери, організації, пов'язані з мережами                         |
| .org.mk  | Неприбуткові, неурядові організації                                   |